# Polychaos dubium
Polychaos dubium (dříve Amoeba dubia) je sladkovodní měňavka z říše Amoebozoa. K pohybu jí slouží početné panožky, na krajích zploštělé a s velmi hladkým povrchem. V buňce jsou přítomny někdy až 30 μm dlouhé krystaly a z organel jsou význačné kontraktilní vakuoly. Na délku dosahuje 400 μm.
Tento druh je význačný svým genomem, který má 670 miliard párů bází a představuje tak největší genom ze všech známých organismů (pro srovnání lidský genom je více než dvěstěkrát menší).